# Arthur Langen
Arthur Langen (* 13. Januar 1858 in Berlin; † 25. Oktober 1927 in Solingen) war ein deutscher Magistratsbeamter der Landesregierung Berlins und Theater-Verleger. Zwischen 1912 und 1916 war er verheiratet mit Grete Trakl, die Schwester des österreichischen Dichters Georg Trakl.

## Abstammung und Familie
Arthur Adolph Conrad Maria Hermann Felix Langen stammte aus mecklenburgischem Adel. Er war der Sohn der Ida Paulina Francisca von Langen-von Plessen (Ludwigslust 1827–Berlin 1905), Tochter des Oberst August Leopold Emil von Plessen und Susanna Ida von Pentz.
Arthur Langen hatte drei Schwestern: Gustava Luise Johanne Ottilie Olga (Olga) Freiin von Langen (1849–1929), 1871 verheiratet mit Werner Jasper Vollrath Julius von Bülow (1840–1909), Sohn des Carl Friedrich Vollrad von Bülow und Elisabeth Flögel (aus dieser Ehe 5 Kinder; Zweig erloschen); Henriette Louise (Lolo) Freiin von Langen (1853–?), unverheiratet; und ihre Zwillingsschwester Natalie Hermine (Lilla) Freiin von Langen (1853–nach 1933), 1888 verheiratet mit dem Samurai Yônojô Kashiwamura (Yo Kasiwa Mura), (Hagi 1849–Berlin 1912), Militärgesandter von Japan und China, Militärattaché für Deutschland, Österreich und die Niederlande bei der japanischen Botschaft in Berlin und Glasfabrikant in Yokohama/Tokio (kein Nachwuchs).
Der Vater dieser Geschwister war Alfred Friedrich Franz Otto von Langen aus dem Haus der Freiherren von Langen, (Passee/Mulsow 1821–Moisall 1888), Rittmeister im Großherzoglichen Dragoner Regiment und Erb- und Gerichtsherr auf Moisall und Moorhagen. Die Tatsache, dass Arthur als natürlicher Sohn von Ida von Langen-von Plessen getauft wurde, schließt nicht aus, dass Alfred von Langen der biologische Vater Arthurs gewesen ist; die Scheidung des Ehepaars fand erst statt, als die Mutter schwanger war. Weil seine Mutter allerdings im Taufregister Berlins als „separiert“ bezeichnet wurde – damals eine ungewöhnliche Bezeichnung –, verlor Arthur das Adelsprädikat. 1886 heiratete er in Berlin als „Plessen“ Anne Marie Helène Petitpierre (1860–?), Optikerin Unter den Linden, Tochter des Königlichen Hofoptikers Louis-Godefroi Petitpierre und Mathilde Florentine Polack. Aus dieser Ehe gingen drei Kinder hervor. Das Paar wurde 1906 geschieden. Am 20. März 1896 reichte Arthur Langen beim Regierungspräsidenten Robert Hue de Grais in Potsdam einen Antrag zur Namensänderung ein. Ihm wurde erlaubt, den Namen „Langen“ zu führen. In der Praxis benutzte Langen bis 1905 sowohl den Namen „Langen“ als auch „von Langen“.

## Theater und Verlag
Langen arbeitete beim Magistrat der Landesregierung Berlins als Versicherungs- und Steuerbeamter. In seiner Freizeit beschäftigte er sich passioniert mit Theater, als Geschäftsführer, Verleger und „Talentjäger“. Seine Tätigkeiten im Theaterbereich trennte er stringent von seinem offiziellen Beruf. Im Adressbuch Berlins führte er zwei verschiedene Adressen und er operierte immer im Hintergrund als Netzwerker unter Autoren, Theaterintendanten und allen großen Verlagen. Langen schätzte kaufmännisch die Erfolgschancen neuer Initiativen ein und investierte in Risikoprojekte. Viele seiner Initiativen wurden von anderen übernommen, einverleibt oder weitergetragen.
Aufgrund von noch erhaltenen Quellen ergibt sich folgendes Bild:
Langen war Geschäftsführer des Berliner Theaters von Ludwig Barnay, bis der letzte 1894 nach Wiesbaden umsiedelte.
1892–1896 schrieb er einige Theaterstücke neben seiner Arbeit als Verleger.
1901 wurde er von Albert Langen berufen, um den Theaterzweig dessen Verlags auszubauen. Die Zusammenarbeit wurde Mitte 1903 aufgelöst wegen Streitigkeiten mit dem Prokuristen Ludwig Thoma.
1901 erwarb Langen in London die gesamten Urheberrechte des 1900 gestorbenen Oscar Wilde für Veröffentlichung und Aufführung dessen Theaterstücke in den deutschsprachigen Ländern.
1904 gründete Langen die Deutsche Bühne GmbH; diese wurde 1914 aufgelöst. Geschäftsführer 1904 war Heinz Wolfradt, dessen Sohn Willi Wolfradt später ein bekannter Kunsthistoriker und Kritiker wurde. 1905 wurde die Deutsche Bühne von Ludwig Bloch, Direktor des Theaterverlags Eduard Bloch, einverleibt und weitergeführt.
1909 gründete Langen die Zeitschrift Die Bühne. Zeitschrift für direktoriale Interessen. Redaktion und Verlag wurden vom Theaterschriftsteller Ernst Neumann-Jödemann geführt. Die Zeitschrift zielte auf Theaterdirektoren, die Die Bühne als Sprechrohr für ihre Angelegenheiten nutzen durften und Vorschläge machen konnten, um das Theatergeschäft zu professionalisieren. Die Zeitschrift bot auch direkte Vermittlung zwischen Autoren und Theaterdirektoren; Autoren konnten gegen Gebühr ihre Theaterstücke von der Redaktion Probe lesen lassen. Die Zeitschrift wurde rasch von der Deutschen Theater-Zeitschrift. Wochenschrift für Bühnenkunst und Bühnenpraxis, 1908 vom Theaterregisseur Gustav Hartung gegründet, übernommen und 1911 als Neue Theater-Zeitschrift fortgesetzt.
1911 wurde Langen zweiter Geschäftsführer der von Max Epstein gegründeten Kurfürsten-Oper. Dieses Unternehmen ging 1913 wegen schlechter Betriebsführung des Direktors Viktor Palfi in Konkurs und wurde 1915 fortgesetzt als Deutsches Künstlertheater.
Zwischen 1912 und 1916 leistete Langen Dienste für die Deutsche Verlags-Anstalt, Zweig Berlin.
Am 1. April 1916 wurde Langen Leiter des Bühnenvertriebs des Kurt Wolff Verlags in Leipzig, bis dieser Vertrieb am 21. September 1917 in Berlin mit drei anderen Theaterverlagen zusammengefügt wurde in „Die Vereinigte Bühnenvertriebe Drei Masken / Georg Müller / Erich Reiß / Kurt Wolff Verlag, Berlin“, die Berliner Niederlassung des Hauptverlags in München.
Ab 1918 bis zu seinem Tod 1927 reiste Langen von Berlin aus regelmäßig nach Solingen. Er arbeitete u. a. zusammen mit Louise Dumont, der Intendantin des Schauspielhauses Düsseldorf, und einer früheren engen Freundin seiner Mutter.

## Heirat mit Grete Trakl
Vermutlich im Herbst 1910 begegneten sich Langen und die musikalisch hochtalentierte Grete Trakl. Dieses Datum wird angeführt in der Forschung der Gedichte ihres Bruders Georg Trakl, da Langen 1910 einige Gedichte abgeschrieben hatte. Ab März 1911 war das Paar verlobt. Erst am 17. Juli 1912 wurde in Berlin geheiratet, nachdem Langen die Heirat mittels eines Gerichtsverfahrens gegen die Familie Trakl in Salzburg abgezwungen hatte. Auf diese Weise entzog Langen seine Protegé aus der Herrschaft der Familie, die in Schulden lebte, um ihr eine stabile Umgebung zu bieten. Als ihren Privatlehrer engagierte Langen den avantgardistischen deutsch-amerikanischen Pianisten Richard Buhlig. Als Grete die umfangreiche Erbschaft ihres Bruders Georg Trakl nach dessen Tod am 3. November 1914 in Krakau erhielt, bemühte Langen sich, die Erbschaft für sie zu sichern. Die Ehe wurde 1916 aufgelöst, nachdem deutlich geworden war, dass Grete ihr Ziel wegen psychischer Instabilität nicht erreichen würde.
Langen war in Berlin, als Grete starb. Als nächststehende Person in der unmittelbaren Nähe soll er im Leichenschauhaus im Institut für Rechtsmedizin Berlin der Charité ihre letzte Ruhestätte bestimmt haben.